# SPEC〜警視庁公安部公安第五課 未詳事件特別対策係事件簿〜
『SPEC〜警視庁公安部公安第五課 未詳事件特別対策係事件簿〜』（スペック〜けいしちょうこうあんぶ こうあんだいごか みしょうじけんとくべつたいさくがかりじけんぼ〜）は、2010年10月8日から同年12月17日までTBS系列で毎週金曜日の22:00 - 22:54 (JST) に『金曜ドラマ』枠で放送された戸田恵梨香・加瀬亮のダブル主演の日本のテレビドラマであり、これから派生した一連の映像作品のシリーズ。
2020年6月11日から6月25日まで「特別編」として、夜11時56分（土曜のみ、夜0時20分）に放送された。

## 概要
捜査一課が手に負えない超能力などを使った特殊な事件を捜査するために警視庁公安部が設立した未詳事件特別対策係、通称“未詳（ミショウ）”に配属されたIQ201の天才であり、変人の当麻紗綾と、警視庁特殊部隊 (SIT) 出身で叩き上げの瀬文焚流の2人の捜査官が、常人にはない特殊能力（SPEC）を持った犯人と対決する姿を描く。金曜ドラマ枠では前クールの『うぬぼれ刑事』に続いての刑事ドラマである。
本作品は1999年に放送され、2000年に劇場版が公開された刑事ドラマ『ケイゾク』と同一の世界観であり、両作品を合わせて「ケイゾク・サーガ」、あるいは後述の『SICK'S』を合わせて「SPECサーガ」と呼ばれることもある。堤幸彦や西荻弓絵ら同作品の主要スタッフが本作品にも携わり、竜雷太や徳井優は両作品に同一キャラクターとして出演している。加えて、制作発表当初は仮題として『ケイゾク2』を冠していた。
『TRICK』シリーズなどと同様に、『金曜ロードショー』をはじめとした裏番組などの他局ネタや時事ネタ、出演者・制作スタッフ、舞台裏の事情にまつわる楽屋ネタなどのパロディ的な要素を多く含んだ小ネタを随所に織り込んでおり、台詞や視覚的要素に笑いを誘う演出が多用されているが、『ケイゾク』と同様にハードで謎に満ちた展開がメインとなっている。初期はミステリー的な展開が多いが、物語の後半以降はSPECに関わる陰謀劇を中心に描かれる。例えるなら、某奇妙な刑事ドラマに類義する。
連続ドラマの平均視聴率は10.5%であったが、有料配信やDVD売上は好調を記録し、ザテレビジョンドラマアカデミー賞で4部門を受賞するなど高い評価を得ており、これらを受けて2011年7月8日、続編となるスペシャルドラマ『SPEC〜翔〜』と、映画『劇場版 SPEC〜天〜』が制作されることが発表された。『SPEC〜翔〜』は初回放送直後で映画公開直前である4月4日にディレクターズ・カット版がDVDおよびブルーレイで発売され、2012年、東京ドラマアウォード2012の作品賞優秀賞（単発ドラマ）などを受賞した。『劇場版 SPEC〜天〜』は公開後2012年5月6日現在で動員165万9681人を記録し、最終興収23.9億円のヒット作となった。
さらに漫画化作品『SPEC〜零〜』などのメディアミックスに加え、2013年に同作のスペシャルドラマ化、映画第2作の『劇場版 SPEC〜結〜 漸ノ篇/爻ノ篇』の2部作公開をもって本シリーズは完結した。
2018年4月より8月にかけて、「SPECサーガ完結篇」と銘打った配信限定ドラマ『SICK'S 恕乃抄 〜内閣情報調査室特務事項専従係事件簿〜』が、動画配信プラットフォームParaviの第1弾オリジナルコンテンツとして配信された。その後も「覇乃抄」、「厩乃抄」と配信が継続していく予定となっている。
9月28日から11月2日にかけては同じくParaviにて『SPECサーガ黎明篇「サトリの恋」』が配信された。
また、制作サイドとファンの間ではソーシャルメディアの積極的な活用があり、ゴールデンタイムの地上波ドラマとしては先進的な取り組みが評価された。

## シリーズ
※ストーリー時系列順に記載。
- 配信ドラマ『SPECサーガ黎明篇「Knockin’on 冷泉’s SPEC Door」〜絶対預言者 冷泉俊明が守りたかった幸福の欠片〜』 - 2021年2月18日 - 3月18日配信（全5話）
- 配信ドラマ『SPECサーガ黎明篇「サトリの恋」』 - 2018年9月28日 - 11月2日配信（全6話）
- コミック/ノベルズ『SPEC〜零〜 警視庁公安部公安第五課 未詳事件特別対策係事件簿』 - 2012年4月4日発売、2013年10月23日スペシャルドラマ放送
- 連続ドラマ『SPEC 〜警視庁公安部公安第五課 未詳事件特別対策係事件簿〜』 - 2010年10月8日 - 12月17日放送（全10話）
- スペシャルドラマ『SPEC〜翔〜 警視庁公安部公安第五課 未詳事件特別対策係事件簿』 - 2012年4月1日放送
- 映画『劇場版 SPEC〜天〜 警視庁公安部公安第五課 未詳事件特別対策係事件簿』 - 2012年4月7日公開
- 映画『劇場版 SPEC〜結〜 漸ノ篇』 - 2013年11月1日公開、シリーズ完結篇の前篇
- 映画『劇場版 SPEC〜結〜 爻ノ篇』 - 同年11月29日、上記と連続公開、完結篇の後篇

前シリーズ『ケイゾク』については、ケイゾク#シリーズ、続編『SICK'S』についてはSICK'S 〜内閣情報調査室特務事項専従係事件簿〜を参照。

## 放送
初回は15分拡大し、22:00 - 23:09まで放送されたほか、他の番組の影響を受けた変更や放送休止があった。10月29日は『2010世界バレー女子 日本×ポーランド』放送延長のため22:30からの放送となり、11月5日は『99年の愛〜JAPANESE AMERICANS〜』第3夜の放送のため休止された。
15分拡大部分は再放送時にはカットされ「TRICKの出演者に似せた役者の登場」「当麻が失くした財布を包帯の間から見つける」などの場面が削られている（近年のCSでの再放送ではカットされず元のままで放送されている）。
遅れネット局の秋田放送（日本テレビ系列）では、2話レギュラー放送し、2010年末の特別編成の時間帯に集中放送するという形態で放送された。なお、2009年は同等の形式で『流星の絆』が放送された。第1話と最終回のみ字幕放送を実施。
- 第1話：12月18日 13:00 - 14:10
- 第2話：12月25日 13:00 - 13:55
- 第3話 - 第4話：12月29日 8:30 - 10:25（EPG上では1番組としての扱い）
- 第5話 - 第7話：12月30日 8:30 - 9:25、9:30 - 10:25、10:30 - 11:25
- 第8話 - 第10話：12月31日 8:30 - 9:25、9:30 - 10:25、10:30 - 11:25

2012年2月20日から3月26日まで、『SPEC〜翔〜』・『劇場版SPEC〜天〜』のオンエアにさきがけてTBS関東ローカルで再放送された。その他地域でも2012年3月から5月にかけ昼間・深夜帯などでさまざまな形態で再放送された。
2012年8月1日から8月7日まで、関東ローカルで再放送。
2013年10月より、『劇場版SPEC〜結〜 漸ノ篇』公開に先立ちTBS系列各局で連続ドラマ・『SPEC〜翔〜』が再放送されたほか、10月30日に『水曜プレミア』で『劇場版SPEC〜天〜』が地上波初放送された。
2020年6月11日から25日に特別編が放送（中国放送では、6月18日の第4話を広島選出の現職国会議員と同じく議員である夫人の逮捕を受けてローカルで報道特別番組に差し替えたため、翌日13:55 - 14:55に振り替え。）。
2022年1月27日17:00よりBS-TBSで連続ドラマ『SPEC～警視庁公安部公安第五課 未詳事件特別対策係事件簿～』の再放送が決まった（4Kは除く）。

## あらすじ
以下のあらすじは連続ドラマ版のもの。
出動中に部下を誤射したと疑われ異動命令を受けた警視庁SIT丙部隊長・瀬文焚流は、公安部公安第五課未詳事件特別対策係（通称：未詳）の一員となり、係長の野々村光太郎の下、天才だが変人の捜査官・当麻紗綾とコンビを組む。未詳とは、一見ひまな左遷先であるが、他部署で手に負えない事件や、超能力など科学的に説明のつかない事象に関わる難事件を捜査する部署である。当麻と瀬文は、予言者や千里眼を得たと称する死刑囚からの挑戦、他人に憑依する犯罪者などSPECを持つ者たちの関係する奇妙な事件に、当麻の天才的推理と肉体派の瀬文のコンビで次々と立ち向かってゆく。
ほぼ一話完結方式で進む物語は、中盤から拘置中の予知能力者・冷泉俊明拉致未遂事件などにより、SPECホルダーたちによる秘密組織の存在が判明し、それに対抗し殺人なども含む非合法の治安維持を行う公安零課の暗躍などが描かれる。このような中で、当麻と瀬文は先輩の里中貢の家族や誤射事件で重体になっている部下・志村優作を治療するため、協力してSPEC関連の事件を捜査し、絆を深める。
やがて、瀬文は志村を救うため、当麻の宿敵である一十一（ニノマエジュウイチ）の所属組織と取引するが、約束を破られ志村を殺害される。瀬文が巻き込まれた誤射事件も、SPECホルダー組織によるものであることが明らかになり、瀬文は志村の復讐のため未詳を出て公安零課入りするが、ニノマエはその能力により組織を恐怖支配してトップに立ち、零課を壊滅させるなど悪行を重ねる。当麻はニノマエの無敵のSPECを打ち砕く作戦を立て、勝利するが、その場で彼の正体と、影でニノマエを操ってきた、他人の記憶を操る別の敵の存在を知る。当麻と瀬文は敵に消された記憶を取り戻し、対決により傷を負いながらも、その敵を倒す。

## 登場人物
名前横の〈 〉内は年齢。これと読み仮名は本編、公式サイト、ノベライズ、『SPEC公式解体新書』、『SPEC/Booster Book』を出典とする。
当麻 紗綾（とうま さや）〈24→25〉
演 - 戸田恵梨香
主人公の一人。未詳の捜査官。IQ201の頭脳を持ち、左手を三角巾で吊るし、赤いキャリーバッグを持ち歩く。SPECは死亡したSPECホルダーを召喚し一時的に召喚したSPECを使用できる。
瀬文 焚流（せぶみ たける）〈36→37〉
演 - 加瀬亮
主人公の一人。未詳の捜査官。不可解な事件に巻き込まれて部下の志村優作（演：伊藤毅）を誤射したと疑われ左遷されてきた。元SIT小隊長を務め、銃の扱いに詳しい軍人マニアの肉体派刑事。坊主頭で無表情。茶色い紙袋が鞄代わり。
野々村 光太郎（ののむら こうたろう）〈70→71〉
演 - 竜雷太
未詳の嘱託係長（後に降格して係長待遇）。昼行灯扱いされているが刑事としての信念を強く持つ。元捜査一課弐係（通称：ケイゾク）係長で、別名・ゴリさん。
一 十一（にのまえ じゅういち）〈13〉
演 - 神木隆之介
度々現れる謎の少年。時を止める能力を持つとされるが、実際は数万倍のスピードでこの世を動き回る能力である。自らをこの世界の王（キング）と名乗る。
劇中や字幕放送、公式サイトなどではしばしば「ニノマエ」と表記される。後に当麻の弟の陽太であることが判明する。
志村 美鈴（しむら みれい）〈19→20〉
演 - 福田沙紀
SIT隊員・志村優作の妹。サイコメトリングの能力を持つSPECホルダー。兄が誤射事件により植物状態となり、瀬文を恨んでいたが誤解であったことを知る。
地居 聖（ちい さとし）〈24〉
演 - 城田優
当麻の元彼氏でプロポーズをしていたが破局し、復縁を望んでいる。正体は記憶を操るスペックホルダーであり、公安零課の津田の影武者。テレビ版のラスボス。
海野 亮太（うんの りょうた）〈35〉
演 - 安田顕
警察病院の医師。美鈴の兄・優作の主治医。専門は小児科で、有能な外科医でもある。他人に病を処方するSPECホルダー。
冷泉 俊明（れいせん としあき）〈年齢不詳〉
演 - 田中哲司
占い師。未来を予知するSPECホルダー。ドレッドヘアが特徴。予知をもとにした脅迫で逮捕され、その後津田により監禁状態におかれる。
サトリ〈19〉
演 - 真野恵里菜
占い師。本名・星 慧（ほし さとり）ロリータ・ファッションの若い女で、人の心を読むスペックホルダー。海外の組織をバックに持つ。
正汽 雅（まさき みやび）〈20→21〉
演 - 有村架純
未詳に出入りする婦警で、後に司法修習生となる。野々村の愛人であの手この手で結婚を迫る。野々村とのやりとりは本作品におけるコメディ・リリーフ的要素が強い。
津田 助広（つだ すけひろ）〈42〉
演 - 椎名桔平（特別出演）
警視庁公安部特務選任部長。SPECホルダーたちを確保し、未詳に陰で絡む謎の男。治安維持のため非合法活動を行う公安零課（こうあんゼロか）トップのパブリックドメインである。

## スペシャルドラマ
『SPEC〜翔〜』は映画第1作『劇場版 SPEC〜天〜』公開1週間前の2012年4月1日に放送された。連続ドラマの約1年後を描き、治療のため休職していた瀬文の未詳への復帰から始まる。黒幕との対決以来瀬文が当麻に不審を抱いていたことと、当麻自身が持つSPECが明らかになる。SPECホルダー・サトリが被害者になる事件の解決とともに、当麻がその能力を封印して瀬文と和解するまでを描き、映画『劇場版 SPEC〜天〜』で登場するSPEC組織の事件へと繋がるラストとなる。
未詳には新メンバーが就任し、でんでんが演じる市柳は映画『天』にも登場する。また、日本を陰で支配する御前会議とその計画する「シンプルプラン」が初めて登場する。主要なゲスト出演者は北村一輝、谷村美月、宅間孝行ほか。
スピンオフのスペシャルドラマ『SPEC〜零〜』は、『劇場版 SPEC〜結〜』2部作の公開と同時期の2013年10月23日に放送された。連続ドラマの約1年前を描き、当麻とニノマエの最初の戦いや、瀬文のSIT時代が描かれる。

## 映画
映画第1作『劇場版 SPEC〜天〜』は、2012年4月7日より東宝系にて日本公開。『SPEC』、『SPEC〜翔〜』に続く物語。死んだはずのニノマエが組織を率いて反SPEC勢力の御前会議が計画するSPECホルダー抹殺計画・シンプルプランに対抗し、ミイラ死体殺人事件を皮切りとしたテロ活動を開始する。謎の予言「ファティマ第三の予言」の存在が描かれ、公安零課ほか国家レベルの指示のもと、未詳は瀬文の元恋人・青池里子（演：栗山千明）と協力して制圧に向かうが当麻のSPECは意志に反して復活する。対立を経て瀬文と絆を確かめ合う当麻はニノマエがクローンであることを見抜いて倒し、その戦いを眺める謎の青年・セカイ（演：向井理）が登場する。
映画第2作『劇場版 SPEC〜結〜』は、『漸ノ篇』（ぜんのへん）・『爻ノ篇』（こうのへん）の2部作で2013年11月1日・11月29日に連続公開された。当初は1部作の予定であったが、物語のスケールが1作に収まりきらなかったということで前後篇に分かれた。「シンプルプラン」によるSPECホルダー抹殺計画の真実と、前作で登場した少女・青池潤（演：森山樹、大島優子）と謎の青年・セカイの正体が明らかにされ、人類の存亡を賭けてそのSPECを開放する当麻の戦いおよび、野々村や瀬文との関係の結末が描かれる。

## 配信ドラマ
SPECサーガ黎明篇「サトリの恋」
2018年9月28日から11月2日にかけて、動画配信サービスParaviにて配信された。全6話（各話20-30分）。
7話・翔などに登場したSPECホルダー・サトリが主人公。2008年6月から2009年4月ごろまでを描き、『SPEC』および『SICK'S』の前日譚となっている。
SPECサーガ黎明篇「Knockin’on 冷泉’s SPEC Door」〜絶対預言者 冷泉俊明が守りたかった幸福の欠片〜
2021年2月18日から3月18日にかけて、動画配信サービスParaviにて配信された。全5話。
予知能力を持つSPECホルダー・冷泉俊明（鈴木俊明）が主人公。過去（2006年ごろ）を回想する形で物語が進行する。

## 用語解説

### SPEC
本作品で登場する特殊能力。当麻の見解では、10%しか使われていない人間の脳の残り90%の部分を発揮することによって発現したものとされている（脳の10パーセント神話）。その能力は予知やサイコメトリー、憑依から念動力など多岐に渡るが、本作品の特徴であるコメディ的要素として、発動する際には独特の振り付けやダンスを踊ったり、ブブゼラを吹く、冷泉のSPECのように漫画『ひみつのアッコちゃん』から引用した呪文を唱えるといったユーモラスな描写で表現されるものも登場する。

### SPEC HOLDER（スペックホルダー）
SPECを持つ人間の総称。「SPEC HOLDER」の名称は公安によるもの。SPEC HOLDERで構成された集団・組織も存在しているが、組織の数やそれぞれの目的等は不明。また、SPECを持つ者は石油やレアメタルに匹敵する人的資源と見なし、これを確保しようとする国家や石油メジャー、秘密結社等がバックに存在する組織もあり、組織同士の抗争も起こっている。世界を影から動かそうとする目的が見え隠れするものの、組織や集団自体は一枚岩ではなく、組織に従わない能力者や組織に属さない能力者もいる。
なお、「己の回」で当麻が見ていた「SPEC HOLDER LIST」に堤・西荻・今井・植田ら製作スタッフの名前が多数記載されている。
以下の表では、本人の名乗っている能力と実際の能力が違う場合、能力の欄に名乗っている能力、備考の欄に真の能力を表記する。
| 登場回                  | SPEC所有者         | 能力                         | 備考 |
| ----------------------- | ------------------ | ---------------------------- | --- |
| 甲の回 （第1話）        | 一 十一            | 時を止める能力               | 指を鳴らすことで発動。正確には「人の何万倍もの速さで動くことのできる能力」。能力を発動している間に他人に触れると、触れた者も同じ速度で動くことが出来る。様々な能力の中でも極めて強力な特殊能力ではあるが、その分成長が早く、体に常人の数万倍の速度で毒や熱や電流などが回り、常人の倍以上の痛みや苦しみが襲うという大きな弱点もある。                                                                                                   |
| 甲の回 （第1話）        | 脇 智宏            | 運動能力                     | 指で天井に刺した注射器を破壊したり、人の肩を骨折させるほどの速度でテニスボールを投擲したり、非常に速い速度で走ることができる。 |
| 甲の回 （第1話）        | 冷泉 俊明          | 未来予知                     | レモンの汁を吸い、呪文を唱えることで未来を予知できる。レモンに限らず占うことは可能で、『翔』ではグレープフルーツやサツマイモを使った。 |
| 甲の回 （第1話）        | 志村 美鈴          | サイコメトリング             | 他人の体や触った物に触れると残留した相手の中のビジョンを見られる。 |
| 乙の回 （第2話）        | 桂 小次郎          | 千里眼                       | 正確には「数百キロ先の音も聞こえるほどの非常に鋭敏な聴覚」の持ち主。 |
| 丙の回 （第3話）        | 林 実（大学助手）  | 憑依                         | 状態やクセなど肉体的な特徴も相手の肉体に乗り移る特徴がある。他者に憑依している間本体の意識は失われているが、本体が負傷していると憑依中もその部分を使えなくなり、その間無防備な本体に受けた痛みなどの刺激も伝わるという弱点がある。 |
| 丁の回 （第4話）        | 古戸 久子          | 念動力                       | 左耳を引っ張ることで発動。怒りで力を最大限に解放した際は、髪が逆立ち、強力な念力を操る。 |
| 戊の回 （第5話）        | 海野 亮太          | 病を処方する                 | 全身をスキャンして相手の弱っている部分を探し出し、額を当てて対象に適切な病を処方する。応用として体の一部の機能を失わせることもできる。己の回（第6話）・『翔』にも登場。 |
| 庚の回 （第7話）        | サトリ             | 人の心を読む                 | 指で四角を作り、「サトリます」と言うことで発動する。脳を非常に使うため、夜12時以降は必ず睡魔に襲われるという弱点がある。『翔』・『サトリの恋』にも登場。 |
| 辛の回 （第8話）        | EXILE・NAOTO       | ヒーリング                   | 神の手を持ち、あらゆる怪我や病気を治し、細胞を再生させる。他人をメッセンジャードールとして使い、能力を行使させることも可能。 |
| 辛の回 （第8話）        | ブブゼラリーマンズ | 物体の転送                   | ブブゼラを同時に吹いて人や自分自身を転送させる。人を高所に移動させたうえで落下させ殺害することもでき、ブブゼラの音を消されると能力行使が不可能となる。癸（起）の回（最終話）・『翔』・にも登場。『天』では水着にゴーグル姿で登場。 |
| 壬の回 （第9話）        | 東野 幸治郎        | 念動力                       | 相手の動きを封じる念動力を口から放つ。 |
| 癸（起）の回 （最終話） | 地居 聖            | 記憶操作                     | 相手のこめかみに指先や拳をあてて記憶を書き換える。指先を軽くあてれば直前の記憶を、拳を両こめかみに長くあてれば長期にわたる記憶を操作することができる。効果は完全ではなく、小さなきっかけで記憶を取り戻されることもある。 |
| 〜翔（承）〜            | 当麻 紗綾（左腕）  | 死者を呼び出す               | SPECを使おうとすると左手が光り、地面に左手をついて念じると、死者の頭髪が手に絡みつき、地面から引き上げることで実体を伴った状態で呼び出せる。死者のSPECを使用する際は相手と左手を合わせて回り、当麻も同じ動作をする。死者は地面に沈んで死後の世界へと帰っていくが、呼び出した当麻が意識を失った場合はその場から消える。また冥界と繋がるため、SPECを使用すると冥界の死者から逆に攻撃を受けたり、操られる場合もあるというリスクを背負う。 |
| 〜翔（承）〜            | 神戸 明            | 瞬間移動                     | 特定のポーズをとり「クェッ!」と叫ぶことで発動する。他者を瞬間移動させることも可能。 |
| 〜翔（承）〜            | ゲッツの人         | 念動力                       | 「ゲッツ!」と言いながら指を指すことで、指を指した付近の物体を浮かびあげたり、衝撃を与えて吹き飛ばすことが出来る。 |
| 〜翔（承）〜            | ブレイクダンサー   | 音を消す                     | ブレイクダンスを踊ることで、周囲のありとあらゆる音を消し去る。 |
| 〜翔（承）〜            | 久遠 望            | コレクション                 | SPEC HOLDERの血を舐めてDNAを取り込み、そのSPECを使えるようにする。 同時に複数の能力を使用できるが、あくまで模倣品であるため、オリジナルのSPECよりも効果は劣る。 |
| 〜天（転）〜            | マダム陽           | 冷さを自在に操ることができる | 「やせた〜い、でも食べた〜い、そんなあなたにハイナウマン」と言った後に扇子を扇ぐことで冷気を発生させ、様々な物を凍らせる。テニスやボウリングなどのフォームになると攻撃力が上がる。 |
| 〜天（転）〜            | マダム陰           | 熱さを自在に操ることができる | 「マダム陰、ファイヤー!」と言った後に扇子で扇ぐことで熱気を発生させる。マダム陽との能力を交互に使うことで、敵をフリーズドライの要領でミイラ化させる。 |
| 〜天（転）〜            | 伊藤 淳史          | イガグリ                     | 腕から先の手の形を、尖った棒状や蛸の足状などに自由に変え、数メートルからかなりの長距離まで届かせることができる。また、自分の体を変化させ、どこにでも入り込むことができる。 |
| 〜天（転）〜            | ループ親父         | 空間をループさせる           | フラフープを体に巻きつけて歩き、周辺の空間をループさせて敵を道に迷わせることができる。 |
| 〜天（転）〜            | セカイ             | 破壊神                       | 正面に手をかざし、左から右にスライドすることで、目の前の人間や物質を消すことができる。鏡で反射できるが、自分自身は霊体のため消滅しない。 |
| 〜零〜                  | 上野 真帆          | 心霊手術                     | 自身の手を人間の体内に入れることができる。これによって心臓を握り潰して心臓麻痺を引き起こしたり、体内から取り出したりして殺人を行う。 |
| 〜零〜                  | ナンシー           | 電気信号を操る               | 「夏色のナンシー」の一節を歌って電子と会話し、電気の流れを操ったり、電子機器を操作することができる。電源が入っていない機器でも、電線や電波を伝って遠隔操作する。 |
| 〜零〜                  | ケイト             | 予知夢                       | 当麻がニノマエに襲われる夢を見たナンシーの友達 |
| 〜零〜                  | 白い女（青池 潤）  | 創造神                       | 体を子供や大人に変えることが出来る |
| 〜結〜 漸ノ篇           | 城旭斎 浄海        | 水を操る                     | 扇子からピストルのように超高速で水を飛ばすことができる。時には連射したり、より威力の強い水を飛ばす。 |
| 〜結〜 漸ノ篇           | 卑弥呼             | 破壊神                       | セカイと同じ方法で同じ能力を使うことができる。 |
| 〜結〜 漸ノ篇           | 白い女（青池 潤）  | ヒーリング                   | 対象に直接触れて発動だけではなく、収束して光線として放つことが可能 |
| 〜結〜 爻ノ篇           | 湯田 秀樹          | 死体のゾンビ化               | 死体に乗り移り、操ることが出来る。体をゲル状にして他の体に移動も可能 |
| 〜結〜 爻ノ篇           | セカイ             | 時を止める                   | ニノマエと同じように指を鳴らして発動させる。 |
| 〜結〜 爻ノ篇           | 当麻 紗綾（右腕）  | 並行世界を繋げる             | 右腕を介して発動するが、その真骨頂は複数のパラレルワールドを一瞬重ねる力を持つため、不可逆性を持つ時間を支配することが出来ることで、「ソロモンの鍵」とも言われている。 |
| サトリの恋              | 来田 為右衛門      | サンダーブレイク             | 呪文を唱えることで任意の場所に雷を落とすことが出来る。 |
| サトリの恋              | 新井 遵子          | 虜（とりこ）                 | 自身で撮った写真を破って紙吹雪のように舞い上げながら「水金地火木土天海海」と唱えた後、「把握しました」と言いながら手を握ることで、写っていた相手の心を操ることが出来る。つかんだ人間の心は水晶玉に封じ込められる。 |

### 警視庁公安部公安第五課 未詳事件特別対策係
通称「ミショウ」。本作品における架空の警視庁の部署。オフィスは警視庁地下21.5階に位置し、捜査一課では対処できない目撃証言のほとんどない犯行や、政治・宗教団体などがからむ未解決事件、とりわけ科学では解明できないSPECがらみの事件を扱う部署として、警視庁公安部公安第五課（第五課も現実には存在しない）に設立された。設立を勧めたのは公安部第五課課長兼特務事項担当部長S参事官（警視正）であり、係長に野々村を指名した。漫画『SPEC〜零〜』ではこの人物が前作『ケイゾク』の主人公柴田純であり、当麻を未詳に紹介し、現在も野々村と連絡を取る元捜査一課弐係の女刑事や謎の人物Sと同一人物であることが示唆されている。
だが、表向きは「宇宙人にさらわれたと主張するような頭のおかしい人間や、クレーマーからの訴えをのらりくらりとかわすための苦情処理窓口」「警視庁内のお荷物的部署」とされ、昼行灯扱いの野々村を始めとして問題のある人材の左遷先であるという位置づけである。公安零課からはSPEC関連事件の囮として扱われている。
ミショウ行きのリフトは公安の管理セクションにより、使用が禁じられたために電源を止められていたが、当麻によって勝手に梯子を掛け、使用できるようになった。だが、管理セクションによって今度は壁を作られたため、警視庁の出入り口から桜田門へと回り、国文省側の通気口から入る裏道を通るしか方法はなく、若い人でも徒歩1時間弱はかかる。

### 特殊能力者対策特務班警視庁公安部公安零課
通称・Aggressor（アグレッサー、アグレスとも）。陸軍中野学校にルーツを持ち、隠語として「中野」と呼ばれることもある。
公安の中の公安、秘密警察の中の秘密警察と言われ、政府の中でも一部の人間にしか知られていない組織。未詳が出来る以前からSPECの存在を感知・研究しており、社会を混乱させ秩序を乱しかねないという危惧から、SPECを持った人間の存在を公にしないために非合法活動を行い暗躍し続けている。未詳を隠れ蓑として使っている。
また、老夫婦、親子連れなどの一般人になりすまして監視活動を行う者たち、果ては犬までもがスタッフとして所属している。
この零課のトップが津田助広である。津田はパブリック・ドメインとして存在しており、そのシステムは津田と同じ顔の影武者が何人もいて、津田Ａが死ねば津田Ｂが、Ｂが死ねば津田Ｃが現われるというもので、これによって公安零課を世界最強の組織たらしめているという。その中でも津田の大元は代々宗家として受け継がれ、『天』では第24代宗家が登場する。御前会議にも出席を許されている。津田の候補となる人間は優れた素質を持った者がスカウトされ、選ばれた者は職務に対する誇りを持ち自らを究極の公務員と自負している。
津田によって処分すべきと判断されたSPECホルダーや関係者は殺害され、その後国会議事堂内の本部でだるまに名前を書き、殺した後に名前に×印をつけて部屋の中にずらりと並べられている。
確保されたSPECホルダーたちは一様に殺害されるわけではなく、その身の安全を守るため保護施設に移送する場合もあり、その中でも絶対安全とされる保護施設はデッドエンドと呼ばれ、公安零課以外には知られていない極秘の存在である。デッドエンドは厳重な警備が敷かれ核攻撃にも耐えるとされ、多数のSPECホルダーが収容されている。

### その他の用語

五七桐紋

御前会議
劇中では『翔』よりその存在が明らかになった。世襲制のメンバーによる日本の秘密会議。卑弥呼の時代から日本の行く末を決定し、フリーメイソン、バチカン、マハラジャや華僑などと共に世界の歴史を設計してきたとされている。
会議にはドレスコードがありメンバーには正装での出席が求められ、会場には日本政府の紋章でもある五七の桐紋を掲げる。
会議のテーブルには銀杯が置かれ発言の際にはそこに骨を投げ込むという風変わりな儀礼がある。上座には「御前様」と呼ばれる人物が座ることになっているが、登場する場面はない。
『天』では福富内閣情報官も御前会議に出席したが、彼が出席したのはダミーの会議である。
シンプルプラン
御前会議が進めるスペックホルダー抹殺計画。機密保持のため国外よりグリモワールの『レメゲトン』になぞらえた5つのパーツに分けて持ち込まれる計画がある。「ゴエティア」と呼ばれるそのパーツの1つはSからの情報を受けた野々村が計画阻止のため奪い、未詳の雅の写真の裏に隠し持つ。他のパーツもいくつかは奪われたが第2、第3の持ち込みが計画されている。具体的な目的は、SPECホルダーのみに感染するウイルスの生物兵器作成・拡散によるSPECホルダー抹殺である。
『結』で、その正体がインフルエンザウイルスであることが明らかとなった。インフルエンザウイルスは一般人も感染するが、SPECホルダーは遺伝子の違いにより、感染すると治療法が無く死に至るといった違いがある。
ファティマ第三の預言

1917年、ポルトガルのファティマで3人の羊飼いの子供たちの前に聖母マリアが出現し語ったとされる3つの予言のうち、バチカンの法皇庁が極秘としていた最後の予言。2000年にローマ教皇の暗殺未遂事件を指すものであったと発表されたが、あまりにも恐ろしいものであるため封印されていたとの説があった。
本作品中では本物の第三の予言は未だ伏せられているのだとされ、それは「神の罰ではなく、正しい道への導き」であるという。御前会議はその謎の解明に強い関心を寄せている。野々村は極秘に阻止のために動き、御前会議のヴィジョンを見た美鈴は絶対に阻止するべきであると訴えた。『天』のエンディングロールには子供たちの一人であった修道女ルシアの文書が引用されている。
中部日本餃子のCBC
「当店には醤油ラーメンはありません」と書かれた幟があるが、メニューには「ラーメン（ミソぬき）」がある。
劇中で登場する中華料理店。金曜ドラマの中京広域圏でのネット局である中部日本放送（現：CBCテレビ）と同じ書体のロゴを看板に使用している。店主は名古屋市（CBCの本社所在地）出身の設定で、メニューには「大名古屋」を冠し、店内には名古屋にまつわるポスターやグッズなどを展示している。また「中部日本餃子のCBC」で出されている料理の1つである「大名古屋茹でミソ餃子」は、「大阪王将」と「よってこや」から「ゆで味噌餃子」という商品名でコラボ商品として実際に販売された。なお、この店はセットではなく環状八号線沿いの中華料理店を撮影用に一時的に改装し、ロケーションにて撮影が行われた。他局製作のドラマ『SP 革命前日』・『ラッキーセブン』にもこの店が登場する。
登場する餃子は堤幸彦の母親のレシピに基いて作られ、餡の風味付けに合わせ味噌を用いており、茹で餃子または焼き餃子をウスターソースとマスタードで食べるスタイルである。当麻はこの餃子10人前をたいらげてしまう。
テレ朝通り
地下27階にある分室通りの通称。「甲の回」などで登場する未詳事件特別対策係に続く場所は、「科学捜査研究所」や「失踪人捜査課」、「捜査一課9係」、「時効管理課」、「継続捜査班」など他局の刑事ドラマに登場する部署名の部屋が多数存在し、中には部屋名の下に「相棒募集中」、「853分室」、「臨場中」、「矢部分室」、「熱海出張中」などと書かれたプレートを掲げた部屋もある。この一帯は「テレ朝通り」と呼ばれており、該当他局でドラマを手がけているプロデューサー・桑田潔の名前が火元責任者として使われている。また「甲の回」と「丙の回」には「TRICKシリーズ」の矢部謙三と秋葉原人を思わす衣装をした人物が言い合っている様子が署内でのシーン中に登場している。
DOSUKOI 引越 SHUTTLE（どすこいひっこしシャトル、DHS）
第9話および『翔』に登場する宅配便業者。「どすこい、○○だよ」などのフレーズを歌いながら荷物を運び込み、ラップで会話する。当麻の愛用する携帯電話の着信音やアラーム音は彼らのラップの着うたである。この着うたは番組の携帯サイトでも提供された。『結 漸ノ篇』では、バイク便業者「DOSUKOI バイク SHUTTLE（DBS）」が登場している。

## 企画・製作

### 企画
企画段階であった2010年時点では、本作品のようなSFドラマは深夜ドラマ向きとされていた。プロデューサーの植田博樹は、これをプライムタイムの枠で行うため「ケイゾク2」を冠し、『ケイゾク』の続編として超能力物であることを隠して編成部と交渉していた。主演の戸田と加瀬は契約時には『ケイゾク』の続編であるとされていることを知らず、制作発表の報道などでそれを知り驚いたという。これについては、植田と堤が手がけたドラマ『愛なんていらねえよ、夏』の視聴率で「敗北」し、今後自分たちの企画が通らないであろうことを危惧して熱海温泉で話し合った際に『ケイゾク』の続編をやることを発案したが、前作の主演2名（中谷美紀、渡部篤郎）がオファーを受けなかったため、『SPEC』の企画に「ケイゾク2」の仮タイトルを付けて始めたとのちに明かしている。
タイトルは初め「ミショウ」とされていたが、意味が分かりづらいということで、本作品における特殊能力を表す語「SPEC」に決まった。
植田によれば、シリーズとしては連続ドラマが「起」、スペシャルドラマ『SPEC〜翔〜』が「承」、『劇場版 SPEC〜天〜』が「転」と、起承転結の流れが考えられており、「結」も2012年3月時点では構想の段階でラストまで考えられていた。なお、『天』の最後に当麻が「『結』をやると思ったら大間違いだぞ!」と言ったり、瀬文が「『欠』でいいか?」と当麻に尋ねながら「欠」と書かれた紙を持っていたりしていることから、いかにも続編があることを示唆しており、2013年公開の『結』で実現した。
また、本シリーズを10年スパンの企画にすることも考えられていたが、主演の戸田と加瀬が『結』で完結させることを望み、同作品を最後とすることになった。
漫画『ジョジョの奇妙な冒険』の劇中の展開や設定、登場人物に多くのジョジョのオマージュが多い。「天」では実際にジョジョの単行本とジョジョ立ちをする登場人物が登場した。また視聴者からの投稿４コマ漫画にジョジョ風の絵で描かれた登場人物の漫画が投稿された。

### Twitter連動
番組公式ツイッター（spec_loc）は2012年6月現在で約47,521人にフォローされている。公式アカウントでは、連続ドラマ放送後半で低視聴率に対し「視聴率、ダメでした。関係者の皆様、大変申し訳ありませんでした」といったツイートを投稿している。また、リアルタイムで作品の解説をしたり、制作当事者の声を伝えるなど、「濃い情報」を提供することに力を入れており、終了後も映画公開に至るまでドラマ版のDVD発売の情報や、映画の作業風景などを継続して伝えた。
ほかに、一十一ならば1月11日など、人気キャラクターにちなんだ日にハッシュタグを付けて一斉に劇中のセリフをツイートするなどの企画が行われたが、これは視聴者からの発案で始まったものであった。2012年4月1日のスペシャルドラマの際は、放送中にテレビのリモコンのdボタンを押すとデータ放送で放送実況用アカウント（spec_show、既に閉鎖済み）にあてた関連タイムラインが表示されるという試みが行われ、放送時間中のTwitter投稿数は1分当たり平均231件であった。
これらの試みはテレビとソーシャルメディアの連携として先進的な取り組みであり、特にゴールデンタイムの番組として積極的に行われた姿勢が評価され、『SPEC〜翔〜』は日経デジタルマーケティングと『日経エンタテインメント!』主催による「ソーシャルテレビ・アワード 2012」大賞を受賞した。
『ORIGINAL CONFIDENCE』は、映画公開前に『SPEC〜翔〜』など関連作の発売やプロモーションを集中させたことに加え、Twitterにより生の声を伝えて「コアファンの熱量を維持させた」ことが、視聴率が伸びなかったにもかかわらず映画をヒットさせた鍵の一つであると分析している。
アカウントspec_locは、2012年7月31日に終了が宣言され、8月1日一旦閉鎖のあと8月3日に復活した。

### キャスティング
戸田と加瀬の本作品におけるキャスティングは、それまでの両者のイメージとは違うものであり、本作品の大きな魅力であったと評価されている。
また、加瀬のキャスティングのアイデアを出したのは今井プロデューサーで、第5・6話ゲストの大森南朋も元同級生であった彼女の発案による。
このほか、一 二三役を演じる篠原恵美は『紳助社長のプロデュース大作戦!』の企画としてアラフォーの一般女性を対象に公募したオーディションで選抜された。その模様は2010年10月12日の同番組で放送。一 十一役の神木と高橋茂雄（サバンナ）が審査員となり、最終的には最終候補4人がそれぞれ神木を相手に芝居をしたシーンから島田紳助が選んだ。

### 撮影
当麻の推理シーン
当麻が推理する際に書き連ねる「書」は書家の中塚翠涛が代筆しており、書を書く手も中塚による代役である。演出の堤は「きれいでない字を」と希望し、中塚は「彼女の芯の強さを字に託せたらと、一見暴れてるようだけど、どこか落ち着いているイメージの字にした」という。謎が解けた際に舞う紙吹雪は実際の作品を破棄して作成し、舞い落ちるさまをハイスピードカメラで撮影しスローモーションで表現している。撮影の斑目重友によれば、このシーンはヒーローものの変身シーンをイメージしている。

#### ロケ地
本作品はロケーション撮影が基本のため、多数のロケ地がある。以下は代表的なもの。
- 東京都
  - 警視庁本部庁舎周辺（千代田区） - 空撮ほか多数
  - 東京スカイツリー（墨田区） - 空撮ほか。連続ドラマ放送から映画『天』にかけて、当時建設途中であった姿が撮影された。
  - 東京タワー（港区） - 空撮、第5話ラストほか。『翔』『天』では2011年3月11日に発生した東日本大震災による被害のため、アンテナの先端部が曲がっている姿が撮影されている。
  - 品川駅港南口 - 第3話[51]。
  - 六本木トンネル（港区） - 第5話。当麻と瀬文が里中家からの帰りに話をする場所。
  - 夢の大橋（江東区） - 第5話。デートシーンの回想[52]。
  - 新宿二丁目交差点（新宿区） - 第7話。サトリの占いの館[53]。
  - 隅田川の桜橋（台東区・墨田区） - 第8話。当麻が電話をする場所。
  - 国会議事堂（千代田区） - 第8話。外観のみ。公安零課所在地。
  - 氷川公園・円通寺坂[52]・円通寺坂公園（港区） - 第9話。
  - 旧芝離宮恩賜庭園（港区） - 第9話。瀬文が電話をする場所。
  - お台場海浜公園・自由の女神像（港区） - 第9話。野々村と正汽雅のデートシーン。フジテレビ本社FCGビルの見える場所。
  - 早稲田奉仕園スコットホール（新宿区・東京都選定歴史的建造物） - 最終話。外観のみ。対決シーンとラスト。
  - 東京シティエアターミナル（中央区） - 〜翔〜。野々村がゴエティアを手に入れた成田国際空港ロケ地。
- 神奈川県
  - 湘南藤沢フィルム・コミッション（藤沢市）[54]
    - 藤沢市民病院 - 多数登場する、東京中央警察病院のロケ地。
    - 大清水浄化センター - 第5話。冷泉俊明の保護施設。
    - 御殿辺公園 - 第8話。ラストのロケ地。

  - 山下埠頭[53]・横浜マリンタワー（横浜市） - 第9話。対決シーン。
  - 横浜美術大学（横浜市青葉区） - 〜翔〜。美鈴の通う芸大。
- 千葉県
  - オークラアカデミアパークホテル（木更津市） - 第1話。パーティー会場。
  - 小湊鉄道上総鶴舞駅（市原市） - 第4話。PS参加者の出身地。
  - 幕張新都心地下第二駐車場（千葉市美浜区） - 〜翔〜。当麻と瀬文が話をした地下駐車場。
- 茨城県
  - いばらきフィルムコミッション[55][56]、常総フィルムコミッション
    - フェアブルーム水戸アメイジングステージ（水戸市） - 第2話。生け花展の会場。
    - 常陸海浜広域斎場（ひたちなか市） - 〜翔〜。葬儀場シーン。
    - 旧みつかいどうプラザ（常総市） - 〜翔〜。保護施設「デッドエンド」。

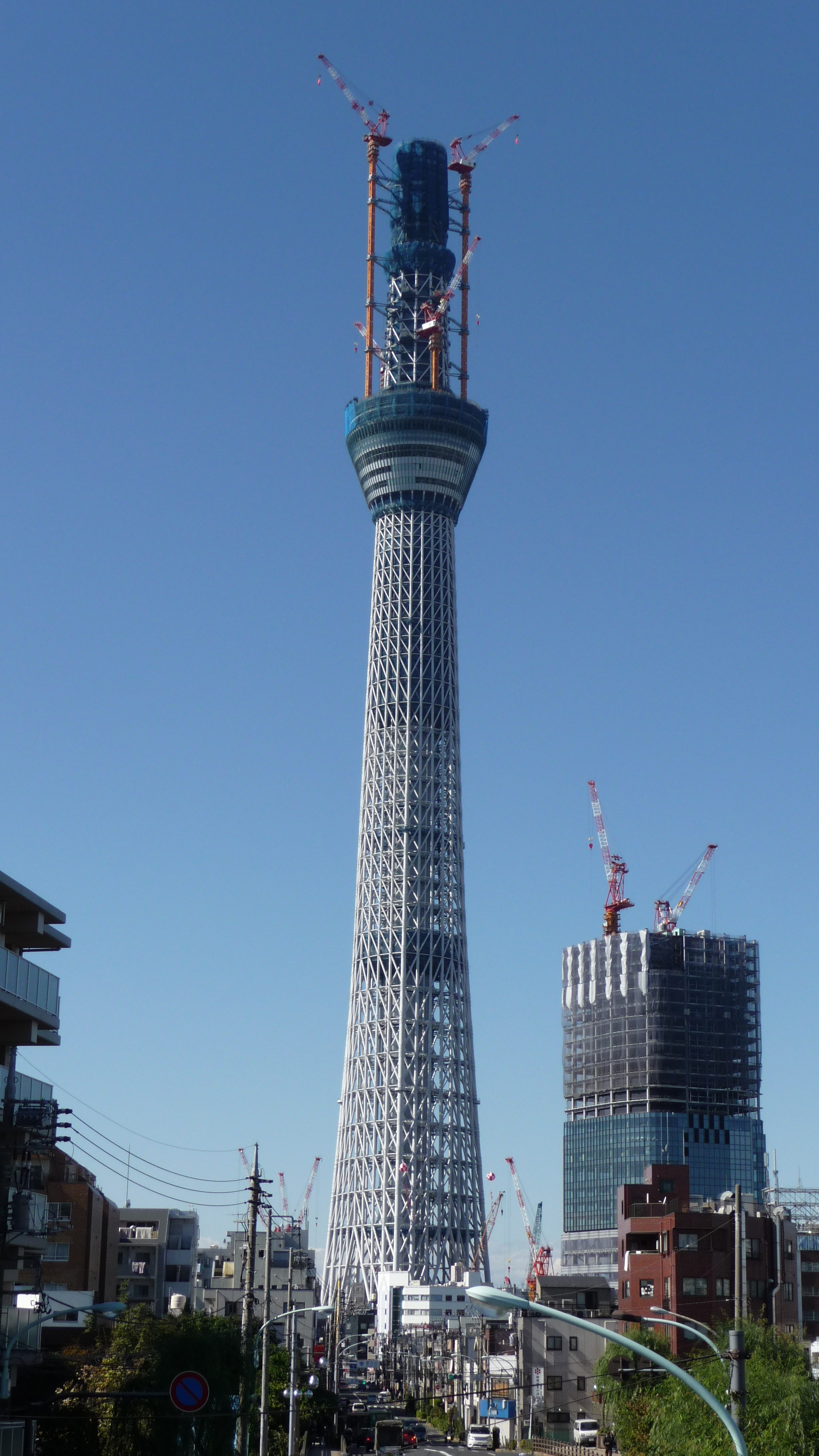
建設途中の東京スカイツリー
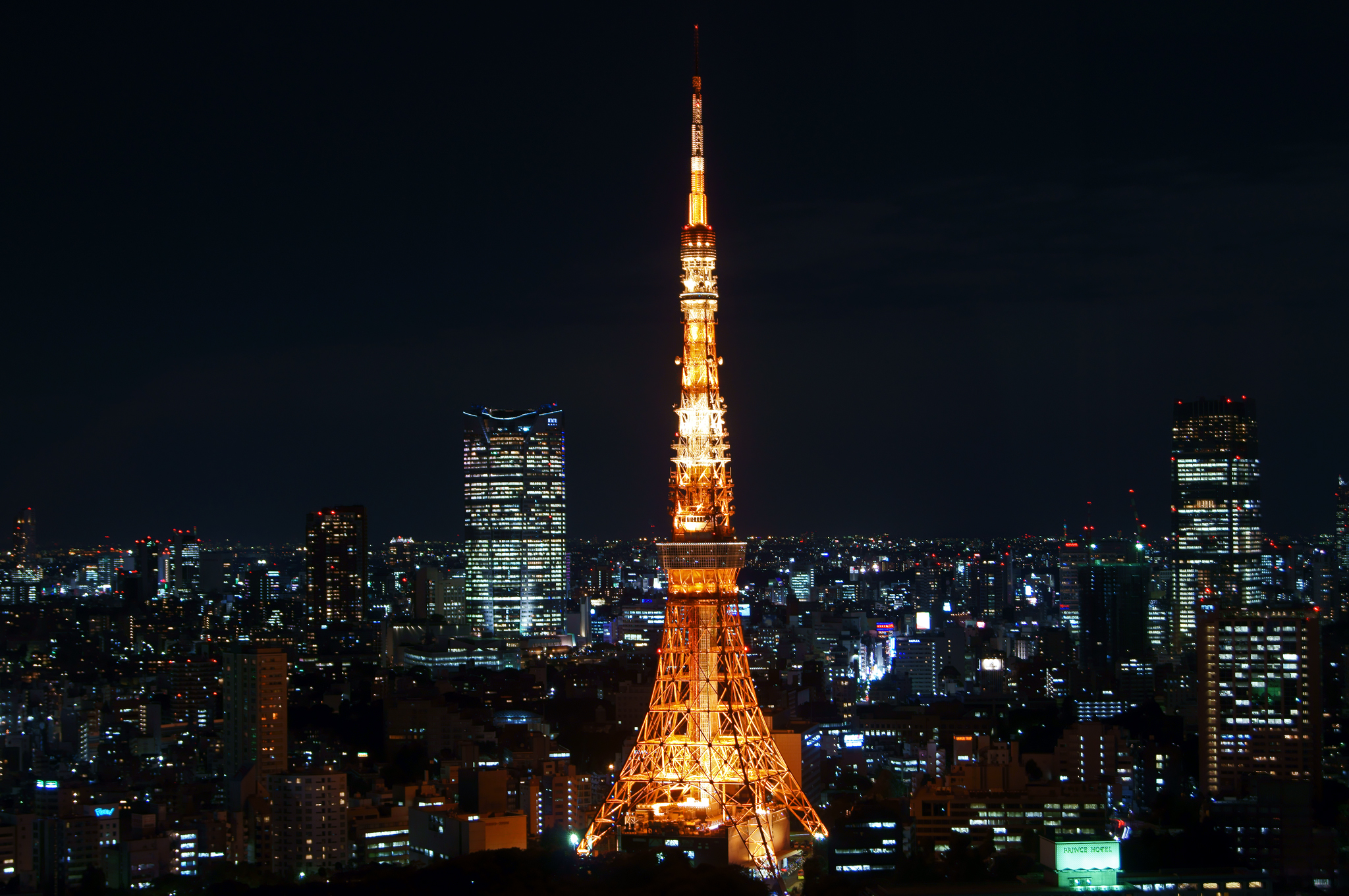
東京タワーと夜景
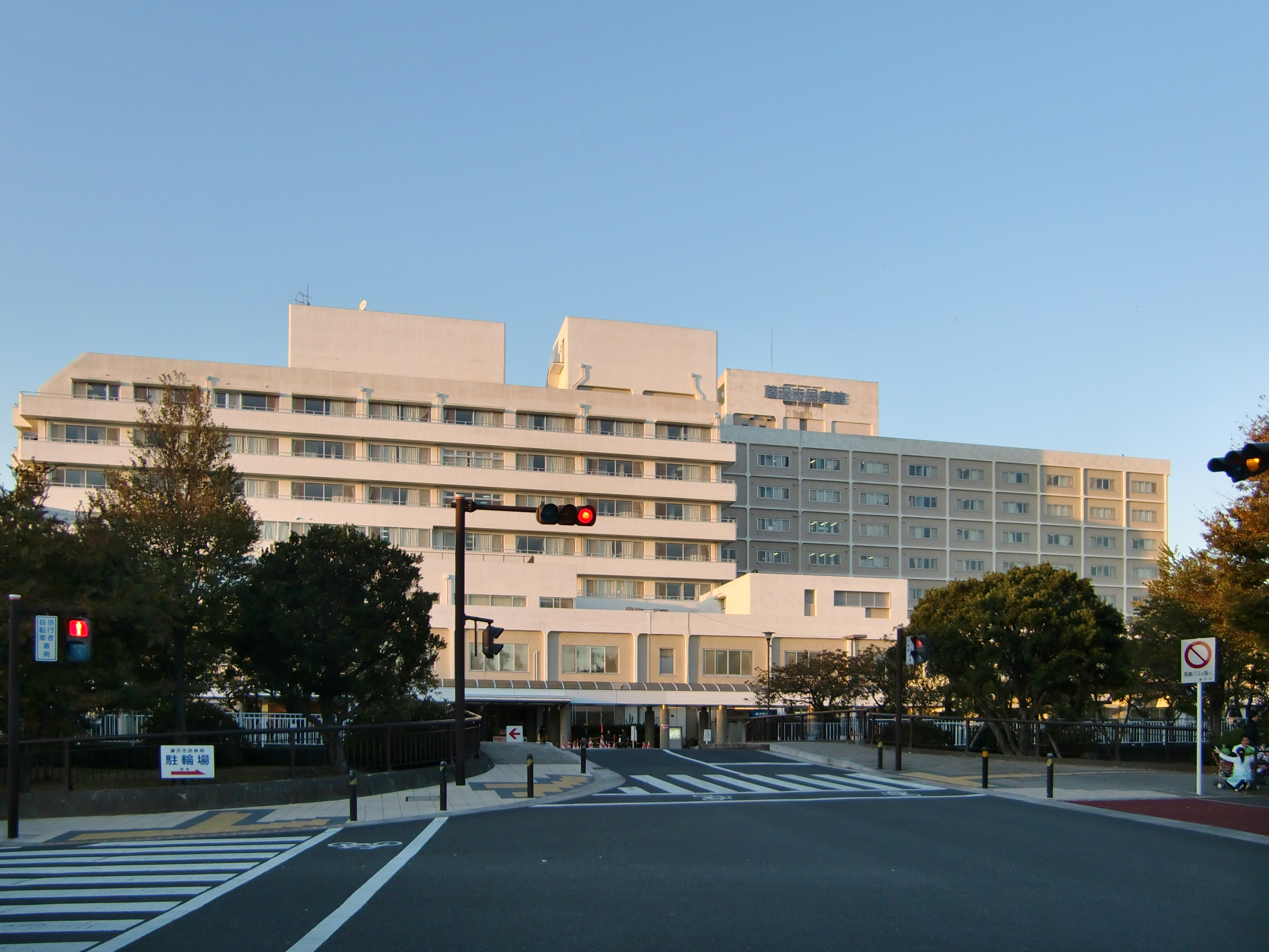
東京中央警察病院ロケ地
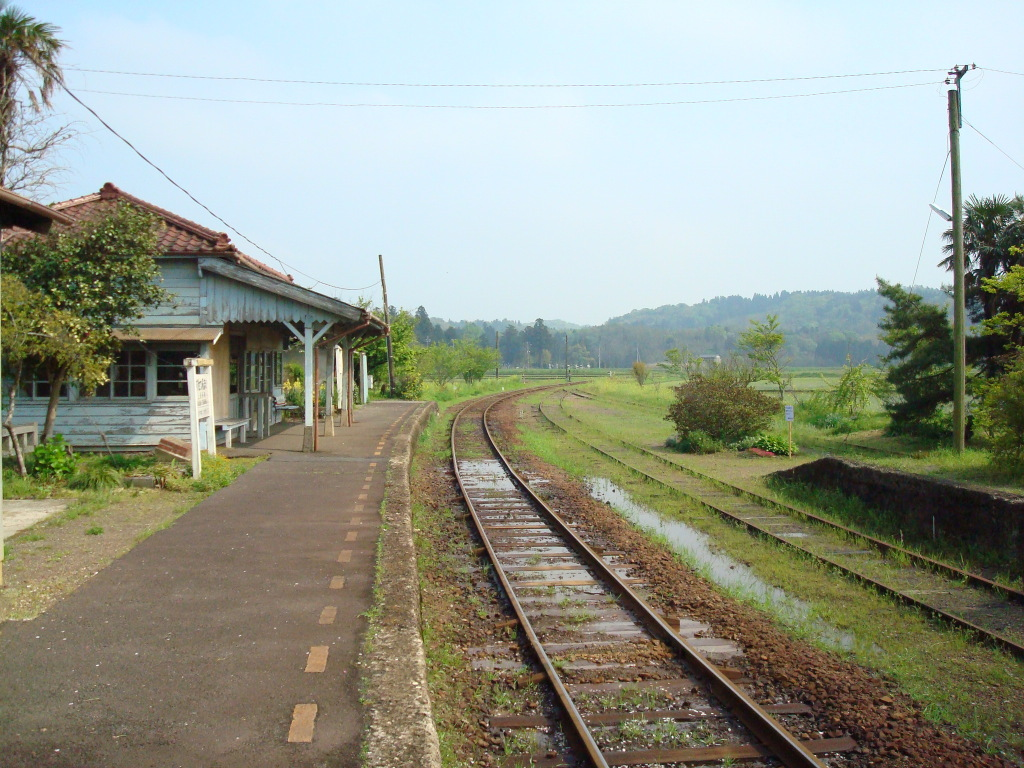
上総鶴舞駅
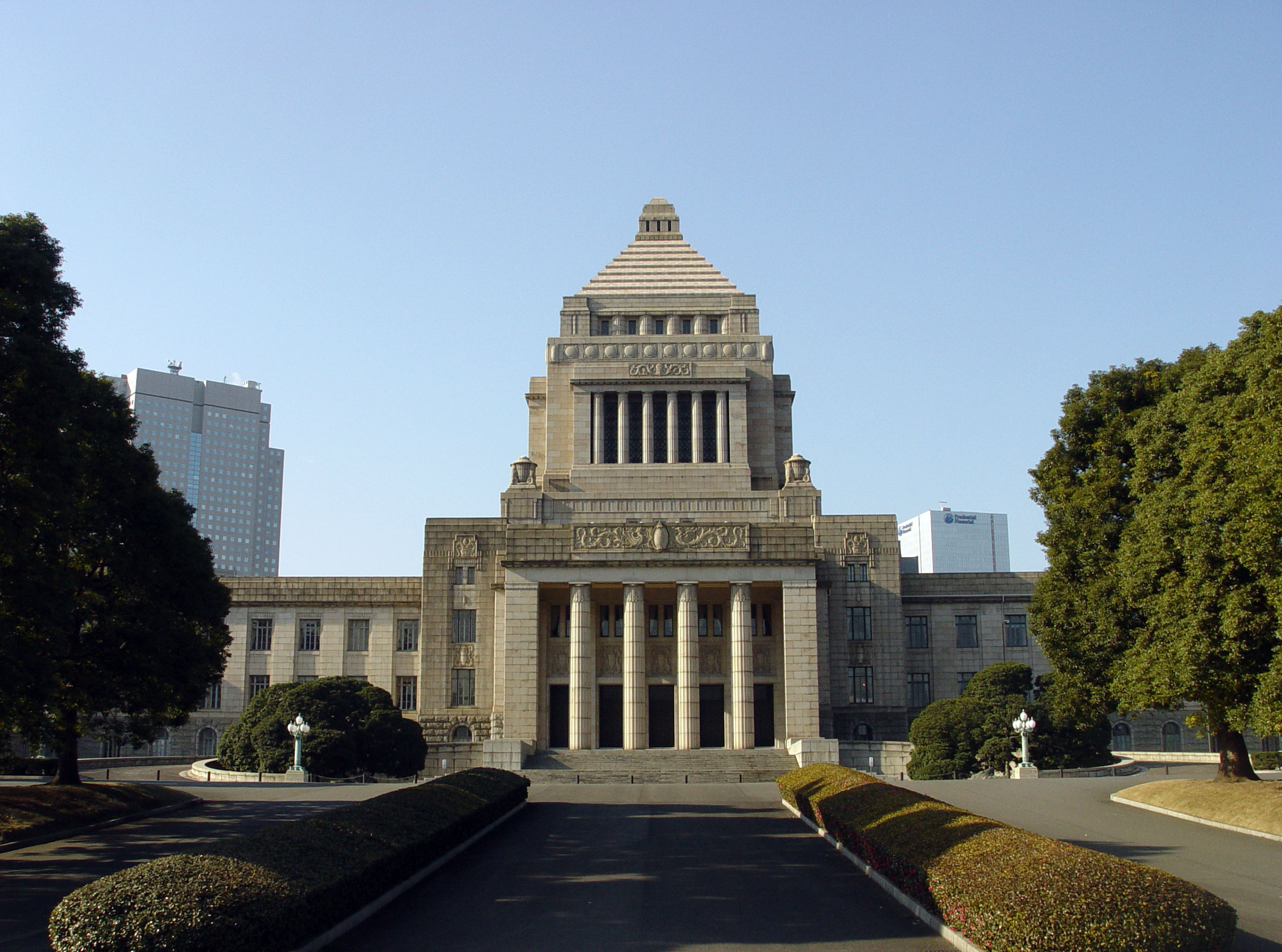
国会議事堂
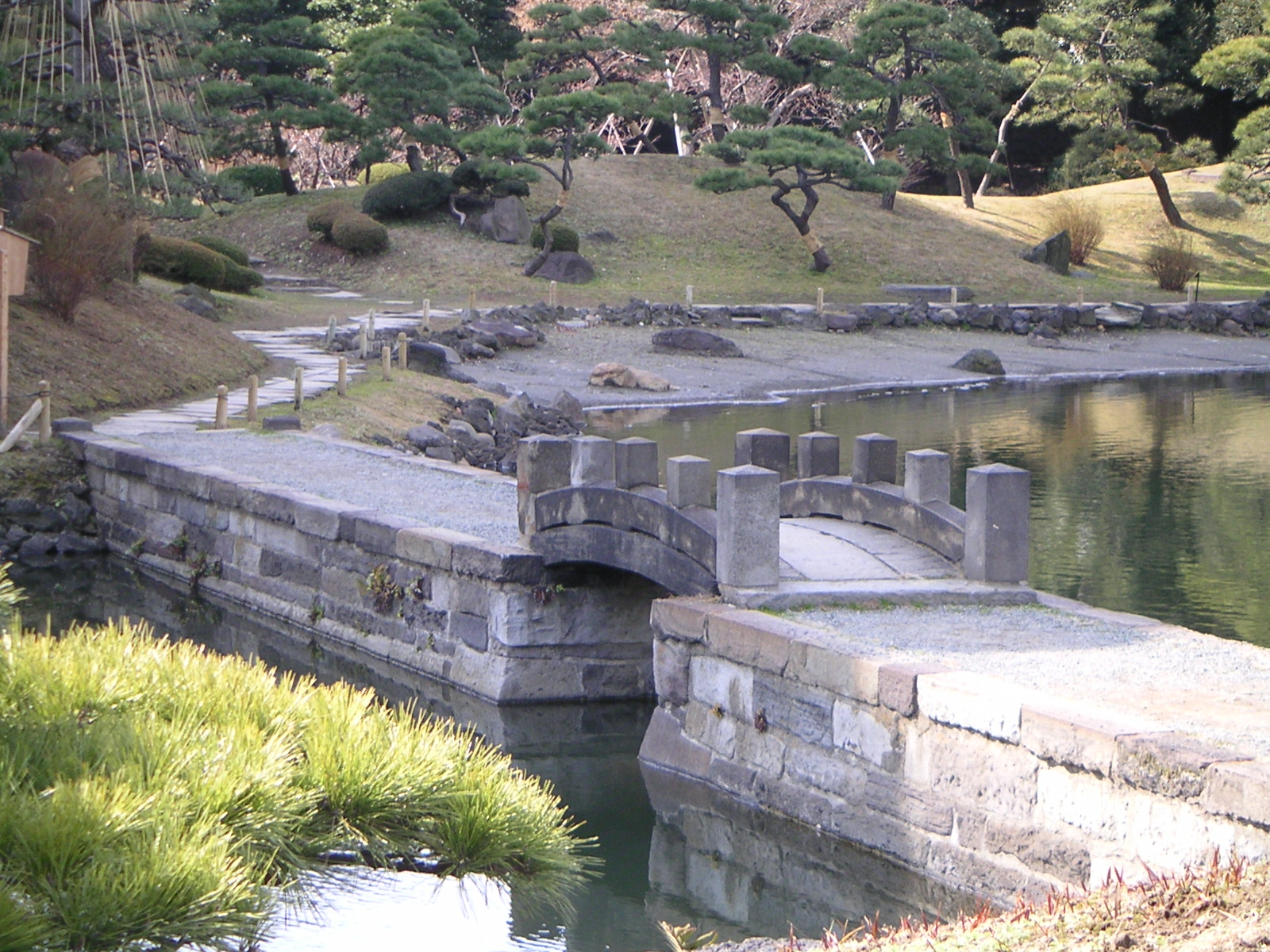
旧芝離宮恩賜庭園・西湖堤
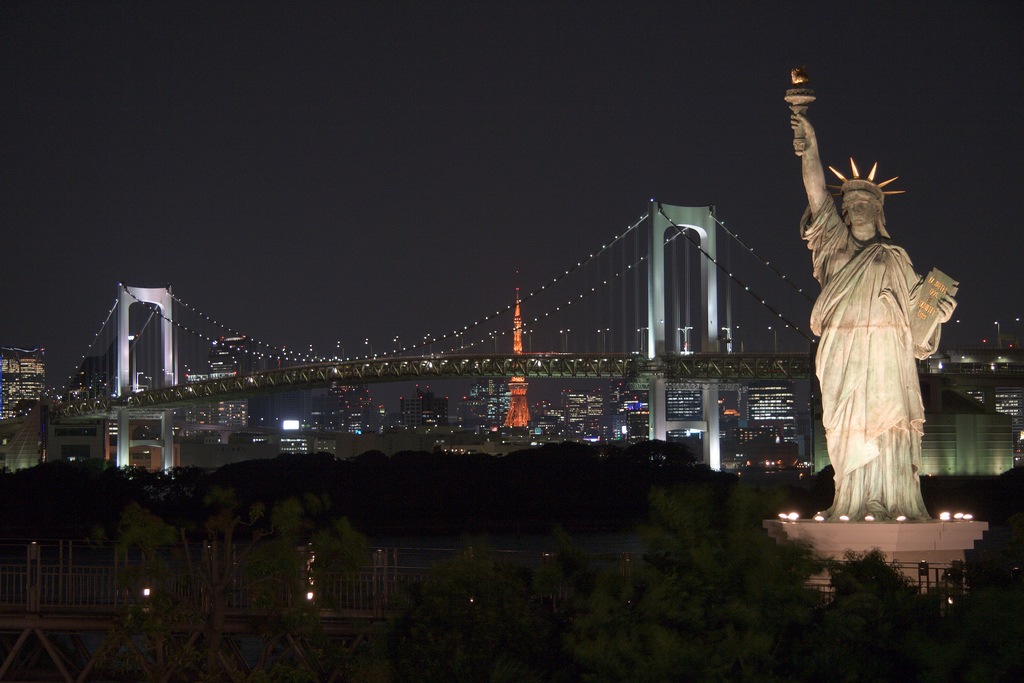
お台場の自由の女神
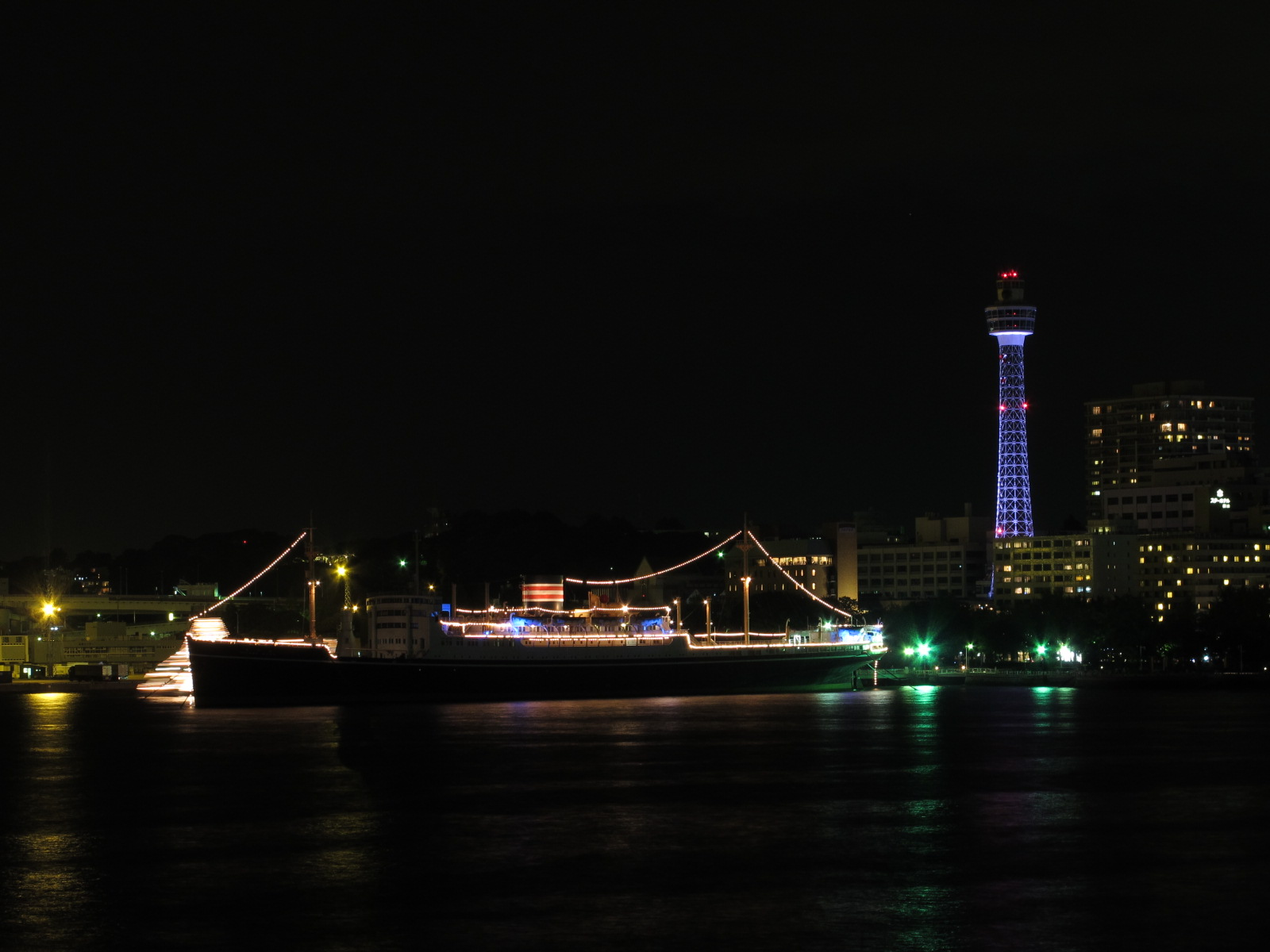
山下埠頭を向かい側から見た風景とマリンタワー
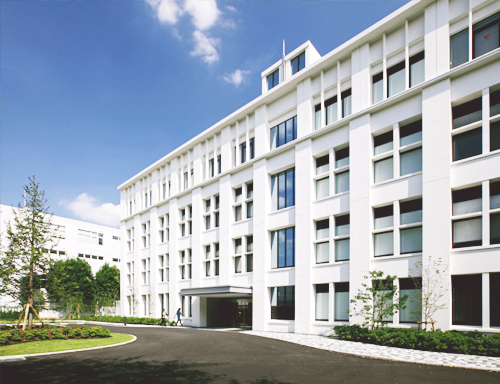
横浜美術大学（美鈴の芸大ロケ地）
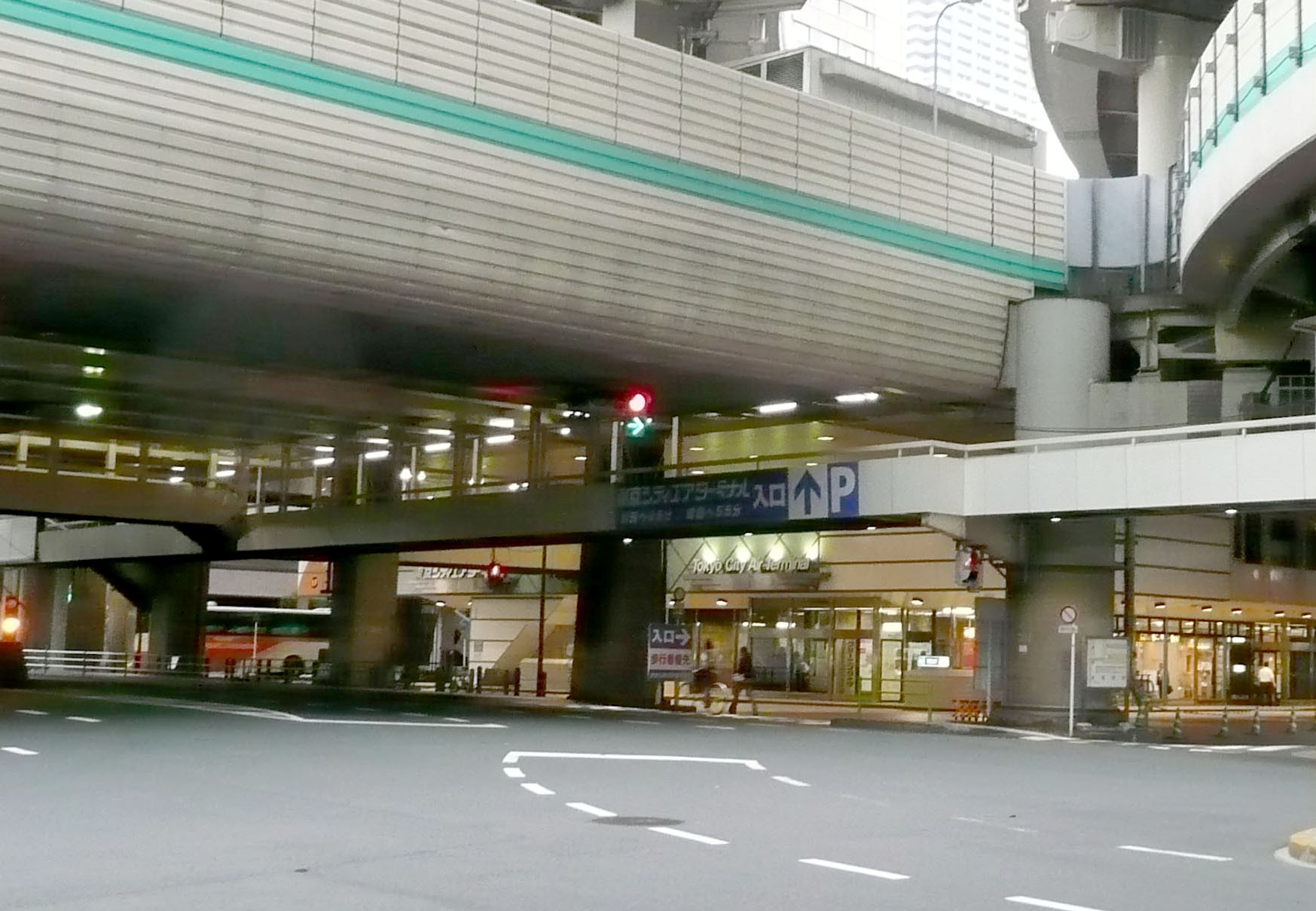
東京シティエアターミナル

### 主題歌・タイトルバック
主題歌はTHE RiCECOOKERSによる、ドラマのために書き下ろされたオリジナル曲である。このバンドの起用は堤幸彦監督の指名によるもので、全10回の放送で流れる主題歌のアレンジを、各回ごとに違うバージョンにする、という希望が出された。THE RiCECOOKERSはこれに応え、初めに作成された日本語詞の楽曲「波のゆくさき」に加えて同曲の英語詞バージョン「NAMInoYUKUSAKI」を作り、この2曲を合計10パターンにアレンジした。
これはドラマの毎回のタイトルバック映像を、各回ごとに違うパターンにするという演出に合わせたものである。本作品のタイトルバックはフラッシュバック映像を使用しているが、『ケイゾク』のタイトルバックでも同様の演出が行われていた。
実際の放送においては、甲の回から戊の回までは「NAMInoYUKUSAKI」、己の回以降は日本語の「波のゆくさき」が使用された。また、甲の回と己の回、乙の回と庚の回、丙の回と辛の回、戊の回と壬の回のアレンジは同じである。また『翔』では「波のゆくさき」のCD版アレンジの長めのバージョン、映画『天』ではさらに新しいアレンジの「NAMInoYUKUSAKI〜天〜」が使用されている。
また、連続ドラマ放送時は、各回の放送後から次週の放送終了までの間、TBSの公式携帯サイトから主題歌の各回毎のアレンジ版の着うたをダウンロードできるようになっていた。

## 評価・受賞など

### 売上
2011年3月23日に発売されたDVDとBlu-ray Discは、発売から年度末（3月末）までの9日間で60,300枚（映画版公式サイトの発表では12,000セット）を売り、東京放送ホールディングスの2010年度の年間売上第1位となった。2014年5月20日付の累計売上数は209,788枚。オリコンチャートによる記録では、2012年4月4日付週間チャートでDVDは初登場19位、売上は3,206枚、Blu-rayは初登場4位、3,243枚で、翌週4月11日付では38位、累計3,643枚となっている。
2012年4月4日発売の『SPEC〜翔〜』ディレクターズカット版のBlu-ray Discはオリコン週間ブルーレイディスク（BD）ランキング（4月16日付）でドラマ部門の1位となり、総合部門でも2位を記録、初週の売り上げは約6000枚であった。DVDも同チャートで総合10位、初週売上4000枚となった。BDの週間ランキング2位の成績は、テレビドラマ作品としては同年10月22日付で『鍵のかかった部屋 Blu-ray BOX』が1位を獲得するまでは他の2作品とともに最高位であった。
また下記にあるように、GYAO!ストアでの有料動画配信が上位を記録している。TBSペイテレビ事業部担当部長によれば、有料動画配信は「異常なほど売れた」といい、『ケイゾク』もこの時期に売れ行きが伸びている。理由として堤幸彦の演出の人気を挙げ、有料であるがゆえに「とんがった演出家の作品など、『持っておきたい』ものは人気が高い」と分析している。
このほか、関連商品のうち書籍11種類については、2012年12月現在、累計91万部を売り上げている。

### 受賞
- 連続ドラマ版
  - 第67回ザテレビジョンドラマアカデミー賞4部門受賞[66][67]
    - 主演女優賞（戸田）、監督賞、脚本賞、ザテレビジョン特別賞（タイトルバック）
    - ほか、作品賞3位

  - 2011年度GYAO!ストア アワード[64][68]
    - 【TVドラマ（見逃し）部門】（テレビ番組放送後の有料配信を対象とした部門の1位）
    - および年間ランキング第12位

  - 『オトナファミ』2012年1月号「掘り出しエンタRANKING 2011」テレビドラマ部門（国内）2位
- SPEC〜翔〜
  - ソーシャルテレビ・アワード 2012 大賞[17]
  - 東京ドラマアウォード2012 作品賞優秀賞（単発ドラマ）[7]

### 評論家による評価
本作品は評論家からもさまざまな評価を得た。
コラムニストの亀和田武は『週刊文春』の連載コラムで2度に渡って取り上げ、「暴力に覆われた二〇一〇年の世界を描き切る『SPEC』」と評し、また特に戸田の演技を「ヤンキーにして小悪魔女優という奇跡」「物語がスケールアップしていく速度に合わせて、彼女の演技も幅を増し、微細なニュアンスまで表現していく」とその魅力を表現して絶賛した。一方、今井舞は同じく『週刊文春』のドラマ記事で「今期ワースト」「全てが『これ、面白いでしょ』の押しつけ」などと批判している。
評論家の宇野常寛は「圧倒的なクオリティ」「〔堤幸彦を越えられない〕ドラマ業界の未来が心配になる」など、全体的に高く評価し、J・J・エイブラムスなどの日本国外のドラマの手法を取り入れつつ日本特有の文脈を加えたと指摘した。また、『ケイゾク』をトラウマ理論的人間観やサイコ・サスペンスがブームとなっていた同時代を斜めに見て作られた「90年代の総決算」とした上で、『TRICK』を経て、異能力があふれる世界を描く本作品を「過剰な『本物』、過剰な現実にどう立ち向かうかが主題になっている」「ゼロ年代の総決算」としている。

## スタッフ
- 脚本 - 西荻弓絵
- 演出 - 堤幸彦、加藤新、今井夏木、金子文紀
- プロデュース - 植田博樹、今井夏木
- ラインプロデュース - 赤羽智比呂（オフィスクレッシェンド）
- 音楽 - 渋谷慶一郎、ガブリエル・ロベルト
- タイトルバック - 岩口哲也
- 撮影 - 斑目重友、坂本将俊
- 照明 - 川里一幸
- 録音 - 臼井久雄、金澤康雄、乙部直樹
- VE - 吉岡辰沖
- 編集 - 大野昌寛、山口牧子
- VFXスーパーバイザー - 野﨑宏二
- CG - 中村明博、福田林太郎、阿美伸一、宮地素子、川瀬基之、朝倉怜、近藤望、阪上和也、岡野良久、兼正彦、佐藤美緒、賀山淳、森智章、西方淳一
- 美術プロデュース - 中村香苗
- 美術デザイン - 大木壮史
- 美術制作 - 山下杉太郎、串岡良太郎
- 装飾 - 上原一晃、山本直樹
- 装置 - 大森俊也
- 大道具操作 - 藤原孝三
- 衣裳 - 平田博美、高久奈美
- ヘアメイク - 伊駒舞、上木原智恵美
- ヘアメイク（加瀬担当） - 宮田靖士、小林雄美
- 持道具 - 村石幸二
- 植木装飾 - 金子利治
- 建具 - 宇野景治郎
- 電飾 - 井上昇
- 車両 - 奥山武司、土田耕太郎、篠崎隆明
- 助監督 - 白石達也
- 制作担当 - 植松育巳
- 制作管理 - 中川真吾
- 制作主任 - 高橋恒次、中田未央
- 制作進行 - 篠崎素輔、中澤美波、内田久美子
- 記録 - 奥平綾子、谷村久美子、岩井茂美
- 現場編集 - 似内千晶
- 演出補 - 日高貴士、稲留武、関根淳、瀧悠輔、野村愛
- 撮影助手 - 宮澤一央、山田啓史
- 照明助手 - 坂本真章、町田真佑、相崎好治
- 録音助手 - 小川貴裕
- 編集助手 - 折田祐介、岡本志保
- 編成 - 福田健太郎
- プロデューサー補 - 前田菜穂、楠千亜紀、利光佐和子
- サウンドデザイン - 石井和之
- 効果 - 寺岡基臣
- MA - 深澤慎也、諸井明彦、青木有希
- 音楽コーディネート - 溝口大悟
- 音楽プロデュース - 茂木英興
- 番組宣伝 - 安倍由美、秋山真人、篠田伸二、藤塚基広
- 広告宣伝 - 秋山真人
- インターネット担当 - 廣野由美、西山克保
- モバイル担当 - 髙山美咲
- メイキング - 高橋洋人、多胡由章、杉原奈実
- 出版担当 - 安永則子
- イベントプロデューサー - 松永弘二
- 番組デスク - 小澤通子
- スチールカメラ - 品川裕之、井上修二
- 警察監修 - BTEC
- 空撮 - 酒井隆史
- アクション - 諸鍛冶裕太（J.A.E）
- 書道指導 - 中塚翠涛
- ガンエフェクト - 納富貴久男
- カースタント・牽引 - 雨宮正信
- 特殊造形 - 松井祐
- 操演 - 亀甲船
- 医療指導 - 依田茂樹
- エキストラ - 土田嘉男
- 協力 - 株式会社ジニアス、日音、緑山スタジオ、BIGSHOT、スーパードライバーズ、朝日航洋株式会社、芸プロ
- 製作協力 - オフィスクレッシェンド
- 製作 - TBS

## 放送日程
話数は十干と起承転結で表記されている。本項では便宜上数字の話数も併記している。

### 連続ドラマ
| 話数                                                       | 放送回     | 放送日         | サブタイトル   | 演出     | 視聴率 |
| ---------------------------------------------------------- | ---------- | -------------- | -------------- | -------- | ------ |
| 1                                                          | 甲の回     | 2010年10月08日 | 魔弾の射手     | 堤幸彦   | 11.5%  |
| 2                                                          | 乙の回     | 10月15日       | 天の双眸       | 堤幸彦   | 8.2%   |
| 3                                                          | 丙の回     | 10月22日       | 漂泊の憑依者   | 加藤新   | 10.1%  |
| 4                                                          | 丁の回     | 10月29日       | 希死念慮の饗宴 | 今井夏木 | 11.6%  |
| 5                                                          | 戊の回     | 11月12日       | 堕天刑事       | 堤幸彦   | 12.1%  |
| 6                                                          | 己の回     | 11月19日       | 病の処方箋     | 金子文紀 | 10.0%  |
| 7                                                          | 庚の回     | 11月26日       | 覚吾知真       | 加藤新   | 9.6%   |
| 8                                                          | 辛の回     | 12月03日       | 魑魅魍魎       | 今井夏木 | 10.1%  |
| 9                                                          | 壬の回     | 12月10日       | 冥王降臨       | 堤幸彦   | 9.0%   |
| 10                                                         | 癸(起)の回 | 12月17日       | 百年の孤独     | 堤幸彦   | 12.9%  |
| 平均視聴率 10.5%（視聴率は関東地区・ビデオリサーチ社調べ） |            |                |                |          |        |

### スペシャルドラマ
| 各回         | 放送日         | サブタイトル                                                                 | 演出     | 視聴率 |
| ------------ | -------------- | ---------------------------------------------------------------------------- | -------- | ------ |
| 〜翔〜（承） | 2012年4月1日   | ハリウッドも注目のあのドラマが完全新作で帰ってきた! 全ての謎が今、明かされる | 堤 幸 彦 | 10.7%  |
| 〜零〜       | 2013年10月23日 | この秋完結するSPECシリーズのエピソード零が 完全新作で登場メチャ金かけました  | 堤 幸 彦 | 8.5%   |

## 関連商品

### DVD・Blu-ray Disc
SPEC〜警視庁公安部公安第五課 未詳事件特別対策係事件簿〜 DVD-BOX・Blu-ray BOX（連続ドラマ版）
キングレコードから2011年3月23日発売。収録分数はDVD：178分、Blu-ray：246分。
豪華ブックレットを封入特典に、映像特典として「甲の回 完全版」（Blu-ray限定）、インターネットなどで公開されたメイキング「SPEC 〜First Blood〜」、『ケイゾク』の熱狂的ファンが『SPEC』放送に抗議して立てこもり事件を起こすというドラマ仕立ての事前番組「報道特別番組 SPEC立てこもり事件」、メイキング、戸田・加瀬のインタビューやノンクレジットのタイトルバック集などが収録された。
※このほかにレンタル専用DVD 1-5巻がある。
SPEC〜翔〜／警視庁公安部公安第五課 未詳事件特別対策係事件簿 ディレクターズカット版 DVD・Blu-ray
発売・TBS、販売・TCエンタテインメント株式会社にて2012年4月4日発売。
DVD・Blu-ray共2枚組。収録分数122分（DVD・Blu-ray共）。
封入特典はソーシャルゲーム「SPEC〜カードコレクション」スペシャルレアカードのパスワード封入。本編は追加シーンを加えたディレクターズ・カット版のため、放送時とは多少内容が異なる。映像特典はメイキング、映画『SPEC〜天〜』特報など。
SPEC〜零〜／警視庁公安部公安第五課 未詳事件特別対策係事件簿 ディレクターズカット版 DVD・Blu-ray
発売・TBS、販売・TCエンタテインメント株式会社にて2013年10月30日発売。
DVD・Blu-ray共2枚組。収録分数138分（DVD・Blu-ray共）。
初回生産限定特典は生写真3枚ランダム封入（全21種のうち3種をランダム封入）。100名限定で撮影使用の三角巾シリアルナンバー付。
本編は追加シーンを加えたディレクターズ・カット版のため、放送時とは多少内容が異なる。映像特典はメイキング、映画『SPEC〜結〜』の予告篇集など。
SPEC 全本編DVD BOX・Blu-ray BOX
販売・TCエンタテインメントにて2018年3月28日発売。収録分数本編約1040分+特典映像181分+α。
続編シリーズ『SICK'S』開始に合わせて発売されるBOXセット。テレビシリーズから『結 爻ノ篇』まですべての本編を収録。映像特典として『結』2作品を1本にまとめて再編集した『SPEC〜結着ノ篇』など。
SPECサーガ黎明篇『サトリの恋』DVD・Blu-ray
販売・TCエンタテインメントにて2019年9月11日発売。収録分数本編141分+特典映像。
DVD・Blu-ray共2枚組。

### 音楽CD
SPEC〜警視庁公安部公安第五課 未詳事件特別対策係事件簿〜 オリジナル・サウンドトラック
作曲・編曲:渋谷慶一郎、ガブリエル・ロベルト ほか。
17.はニノマエ登場時の曲で、原曲はジュゼッペ・マルトゥッチの「追憶の歌 ：第7曲 いいえ、色の褪せてしまった夢」 (La Canzone dei Ricordi :No.7 No,Svaniti Non Sono I Sogni.)。ベースとなるのはNAXOS盤の『マルトゥッチ：管弦楽作品全集 第3集 追憶の歌/ピアノ協奏曲 第1番』（ローマ交響楽団、指揮：フランチェスコ・ラ・ヴェッキア、メゾソプラノ：シルヴィア・パジーニ）収録版である。
収録曲
1. SPEC-Main Theme-
2. The Stimulation
3. Nonomura's Theme
4. Righteous Crime
5. SPEC-frozen with electronics-
6. Awkward Incidents
7. One Note Evil
8. Miso Flavor Boiled Dumplings with Worcester Sauce
9. Ballad
10. Prepared Void
11. Secret Shadow
12. Throbbing Brain
13. SPEC-Suffering-
14. The Very Ending
15. Destruction and Proliferation
16. Abnormal Ability Blues
17. 追憶の歌 Solvents&orbits remix
18. Spiritual Uplift
19. SPEC-symphonic-
20. Fast Forward
21. Truth And Solution
22. SPEC-Strings version-

主題歌
以下2点の詳細は「NAMInoYUKUSAKI」を参照。
- THE RiCECOOKERS「NAMInoYUKUSAKI」（2010年12月1日発売）
- THE RiCECOOKERS「NAMInoYUKUSAKI〜TV SPECial COLLECTION」（2010年12月22日発売）
- THE RiCECOOKERS『Showtime』（2012年4月4日発売、Anchor Records） - 映画主題歌「NAMInoYUKUSAKI〜天〜」を収録。

### 漫画
『SPEC〜零〜』（スペック ゼロ）
漫画：了春刀、原案：西荻弓絵、脚本：里中静流。
『ヤングエース』誌上で2012年2月号から5月号まで連載。2011年10月4日に漫画化が発表された。連載時のタイトルは「SPEC〜天〜零」（スペック てん プレリュード）だったが単行本では変更された。全1巻。
漫画版のストーリーはテレビシリーズの前日譚を描く内容となっている。
『SPEC〜天〜』（スペック てん）
漫画：了春刀、原作：西荻弓絵。
『劇場版 SPEC〜天〜』の漫画化。上記『SPEC〜零〜』に続く形で『ヤングエース』にて連載された。
『SPEC〜結〜』
漫画：了春刀、脚本：西荻弓絵。
『劇場版 SPEC〜結〜』の漫画化。書き下ろし。「漸ノ篇」（2013年11月2日発売）「爻ノ篇」（2013年12月4日発売）の2冊で全2巻。
『SPEC THE 4コマ』（スペック ザ よんコマ）『SPEC 〜翔〜THE 4コマ』（スペックしょう ザ よんコマ）
漫画：稜之大介、原作協力：大小大人
電子書籍・携帯サイト『TBSブックス★』にて『SPEC THE 4コマ』がテレビドラマ放送期間中の全11回連載され、2012年3月16日にSPEC〜翔〜、SPEC〜天〜の公開に合わせて『SPEC 〜翔〜THE 4コマ』が連載開始となった。（全7回）
スピンオフとしての四コマ作品ではあるが、『SPEC 〜翔〜THE 4コマ』には堤幸彦監督、植田博樹プロデューサーも登場し制作サイドの自虐的なギャグも描かれている。

### 書籍
ノベライズ
角川文庫より刊行。脚本：西荻弓絵、ノベライズ：豊田美加。
- SPEC I（2010年10月25日発売、ISBN 9784043534036） - 「甲の回」「乙の回」「丙の回」収録
- SPEC II（2010年11月25日発売、ISBN 9784043534043） - 「丁の回」「戊の回」「己の回」収録
- SPEC III（2010年12月25日発売、ISBN 9784043534050） - 「庚の回」「辛の回」「壬の回」「癸(起)の回」収録
- SPEC〜翔〜（2012年3月24日発売、ISBN 978-4-04-100192-9）
- 劇場版 SPEC〜天〜（2012年3月24日発売、ISBN 978-4-04-100191-2）
- SPEC〜零〜（2012年4月25日発売、ISBN 978-4-04-100228-5）
  - これのみ脚本・西荻弓絵、原作・里中静流、ノベライズ・豊田美加。

- 劇場版SPEC〜結〜 漸ノ篇（2013年10月25日発売、ISBN 978-4-04-101056-3）
- 劇場版SPEC〜結〜 爻ノ篇（2013年11月22日発売、ISBN 978-4-04-101119-5）

シナリオ本
角川文庫より刊行。脚本：西荻弓絵、
- シナリオ 劇場版SPEC〜天〜（2014年4月25日発売、ISBN 978-4-04-101317-5）
- シナリオ SPEC〜零〜（2014年5月25日発売、ISBN 978-404101622-0）
- シナリオ 劇場版SPEC〜結〜（2014年6月20日発売、ISBN 978-4-04-101621-3）

オフィシャルブック
全て角川書店（KADOKAWA）より刊行。
- SPEC ビジュアルファイル（2010年12月1日発売、ISBN 9784048741521）
- SPEC magazine（2010年12月4日発売、ISBN 9784901976862）
- SPEC公式解体新書（2011年3月23日発売、ISBN 978-4-04-874167-5）
- SPEC/Booster Book（2012年4月4日発売、ISBN 978-4-04-110133-9）
- SPEC 全記録集（2013年12月19日発売、ISBN 978-4-04-110627-3）

### コンピュータゲーム
SPEC〜カードコレクション
Mobageによる携帯電話・スマートフォン向けのソーシャルゲームで2012年春より配信された。約ひと月遅れでフィーチャーフォン版GREEから配信、さらに1週間後にはスマホ版GREEに対応した。4月25日からはYahoo!モバゲーにてPC向けに対応した。10月にモバイル版のmixiでの提供も開始された。
SPEC〜干〜（スペック かん）
バンダイナムコゲームスより2013年10月3日発売されたニンテンドー3DS向けゲームソフト（開発は熱中日和）。ジャンルはテキストアドベンチャー+レトロゲームで、パッケージ版とダウンロード版の2種類で発売された。
ストーリー監修は西荻弓絵、植田博樹、今井夏木が担当し、連続ドラマの「丁の回（第4話）」と「戊の回（第5話）」の間に起きた事件という設定で、プレーヤーが当麻・瀬文と共にSPECホルダーと対決するという内容となっている。また、映画『劇場版 SPEC〜結〜』とも連動する内容として、全シリーズの完全完結版である追加コンテンツ『SPEC〜完〜』のダウンロード用コードが初回封入特典として添付された（パッケージ版のみ）。
また、このゲームの「序章」が漫画化され、『ヤングエース』2013年11月号に読み切り作品として掲載された。原案・西荻弓絵、原作・バンダイナムコゲームス、漫画・水口十。
ゲーム版オリジナルキャラクター・キャスト
- 隠岐 剛太郎 - 団長安田（安田大サーカス）
- 伊達 公彦 - くまだまさし
- ジェーン・モレッツ - MAMI（Gee）
- ノヴァ・ドライ - 阿諏訪泰義（うしろシティ）
- 時田朱留 - 前島亜美（SUPER☆GiRLS）

## 備考
- 「壬の回」のエンディング後に主演の2人が役になりきってDVDの告知を行った場面で、加瀬の後ろで彼がしゃべる間々に戸田が「ゲッツ!」と呟くが、次第にセリフが「月9」へと変わっていき、最後は加瀬に「嬉しいのか?」と言われ台本を見せるシーンがあった。実際に戸田は次クールの月9ドラマ『大切なことはすべて君が教えてくれた』に主演したが、連続ドラマにおいて主演が同じとはいえ、次クールに放送される他局のドラマについて触れるのは異例のことである。
- 映画公開初日の舞台挨拶では、マシ・オカプロデュースによりアメリカでドラマとしてリメイクされると発表され、日本の映像作品が日本国外でドラマとしてリメイクされるのは史上初として話題になったが[87]、2013年5月に、前年アメリカ側で企画が通らず、いったん立ち消えの状態になっていることが分かった[88]。
- 当麻の習字推理シーンのbgmは、SEにより分かりづらいがニノマエのbgmと同じ『追憶の歌 Solvents＆orbits remix』が使用されている。